# Chronique du règne de Charles IX
Chronique du règne de Charles IX est un roman historique de Prosper Mérimée, publié en 1829.

## Contexte
En 1816, Guy Mannering de Walter Scott est traduit en français. Mais c'est Old Mortality, traduit l'année suivante sous le titre Les Puritains d'Écosse, qui fait connaître l'auteur écossais en France. En 1823, Scott triomphe sur le continent avec Quentin Durward. En 1826, Alfred de Vigny publie à son tour un roman historique, Cinq-Mars, qui a beaucoup de succès. Quant à Walter Scott, sa popularité accuse un recul sensible en France avec la traduction en 1827 de sa Vie de Napoléon Buonaparte. Prosper Mérimée veut écrire un roman historique, mais très différent de ceux de Walter Scott, très différent aussi de celui de Vigny.
Issu d’une famille voltairienne, Mérimée, qui n'avait pas été baptisé, est critique à l’égard de la religion. Cependant, il fréquente beaucoup les milieux protestants. Écrivant sur les guerres de religion, il se montre, dans ce livre, plutôt favorable aux huguenots persécutés. Parmi ses nombreuses sources, sa préférence va à Agrippa d’Aubigné.
Le livre paraît le 5 mars 1829. Trois semaines plus tard, le 28 mars, paraîtra Le Dernier Chouan ou la Bretagne en 1800, roman historique de Balzac, qui deviendra en 1834 Les Chouans ou la Bretagne en 1799.

## Résumé
En 1572, durant une courte période de paix des guerres de religion, Bernard de Mergy, jeune noble protestant, se rend à Paris pour se mettre aux ordres de Coligny. Il y retrouve son frère, George, converti au catholicisme.
Amoureux d'une noble catholique, Diane de Turgis, Bernard tente de la séduire et de conquérir l'estime du roi. Mais il ne peut faire oublier sa religion, dans cette époque d'intolérance.
Pour les beaux yeux de Diane, il se bat en duel et tue son rival, Comminges. Blessé, il est soigné par Ambroise Paré. Il est ensuite caché par une sorcière à qui Diane fait dire une messe blanche pour son rétablissement. Mais Diane, qui est très dévote, veut à tout prix le convertir.
Au hasard d'une rue, il échappe de justesse à des catholiques. Et il se trouve fort heureusement chez Diane pendant le massacre de la Saint-Barthélemy. Cette nuit-là, Diane tente une nouvelle fois, mais en vain, de le convertir. Déguisé en moine, Bernard fuit Paris.
George, de son côté, a refusé d’abattre Coligny, puis de prendre part au massacre. Il est emprisonné. Libéré sur ordre du frère du roi, il participe au siège de La Rochelle, ville dans laquelle Bernard a trouvé refuge.
Bernard, qui combat sous les ordres de La Noue, tend une embuscade à un groupe de cavaliers menés par un capitaine en qui il ne reconnaît pas son frère. Il ordonne à ses arquebusiers de ne pas manquer le capitaine. George est grièvement blessé. Il meurt stoïquement, refusant l’assistance d’un moine et d’un ministre de la religion réformée qui se disputent impudemment son âme.
Quant à savoir si Bernard va se consoler et si Diane va prendre un autre amant, l’auteur laisse au lecteur le soin d’en décider.

## Analyse
Chronique du règne de Charles IX est un réquisitoire contre l'intolérance religieuse et les luttes fratricides (au sens propre, puisque Bernard finit par se battre contre son frère, à la fin du roman). La lutte intérieure de Bernard, partagé entre sa foi protestante et son amour pour une catholique fervente, illustre également les déchirements de ce temps.
La reconstitution historique est scrupuleuse. On peut déceler quelques anachronismes : les mœurs s’inspirent parfois de celles du début du XVIIe siècle. On peut noter aussi un manque de cohérence entre la préface (disant que le massacre est le fait d’une émeute populaire) et le roman (« où tout semble partir du Louvre et de la volonté de Charles IX »).
Plutôt que Bernard, le véritable héros du livre paraît être George, converti par opportunisme, sceptique et tolérant, en qui l’on reconnaît Mérimée.
Même si l’attention se déplace constamment des événements historiques aux préoccupations héroïques ou amoureuses de Bernard (on a pu reprocher au livre son manque d’unité), la composition est habile.

### Par rapport à Vigny
Mérimée, qui méprise profondément la bourgeoisie de la Restauration (issue des Lumières et de la Révolution), reste pourtant fidèle à la tradition des Lumières. Il est hostile à la conception romantique du roman historique, représentée par le Cinq-Mars de Vigny, qui met au premier plan les grands personnages historiques, figés dans une caricature. Au contraire de Vigny, Mérimée confie les premiers rôles à des personnages fictifs.

### Par rapport aux classiques
Mérimée — et, en cela, il est proche des romantiques — s’oppose tout aussi vigoureusement aux conventions classiques (idéalisation des héros historiques, forme traditionnelle empêchant toute approche réaliste).

### Par rapport à Scott
Scott envisage les événements avec le recul d’un observateur du XIXe siècle. Tandis que Mérimée se veut contemporain des faits qu’il rapporte, proche et familier de ces événements, ce qui lui permet de déceler, au jour le jour, maint détail accidentel et fugitif.
Scott, nous dit Georg Lukács, s’aventure dans l’enchevêtrement concret du processus historique lui-même. Les enseignements généraux qu’il tire de l’histoire, il les tire de modifications des lois de la vie, de la structure de la société, des rapports des hommes entre eux. C’est là-dedans qu’il puise le réalisme de ses tableaux historiques. Tandis que Mérimée est plus empirique. C’est en s’attachant davantage aux traits individuels et aux détails, qu’il présente d’une manière particulièrement réaliste les mœurs de l’époque. Et les enseignements généraux, il les tire directement des données historiques.
Chez Mérimée, si l’on en croit Lukács, les événements « privés » ne sont pas assez imbriqués dans la vie du peuple. Aux moments cruciaux, ils se cantonnent dans les sphères sociales supérieures. Les préoccupations réelles du peuple ne sont pas montrées. Les questions décisives de l’époque — et surtout l’opposition des deux religions — apparaissent comme des problèmes purement idéologiques. Ce caractère est souligné par le scepticisme de l’auteur, qui se manifeste trop ouvertement en cours d’action.
Lukács reproche un manque de « lien véritablement organique » entre la nuit de la Saint-Barthélemy et les destins privés des personnages principaux. L’événement surgit un peu comme une catastrophe naturelle. Le fait qu’elle devait arriver, et arriver ainsi, « n’est pas montré par Mérimée comme une nécessité historique ».

### Par rapport àHugo
Entre la Chronique du règne de Charles IX et Notre-Dame de Paris, entre « l’œuvre diligente du prosateur exact » et celle du « prodigieux poète », Louis Maigron n’hésite pas : à considérer l’évolution du roman historique, le livre qui atteint « le degré le plus voisin de la perfection » est celui de Mérimée. Selon Maigron, la Chronique tire en effet tout son intérêt de la précision et de la fidélité dans la reproduction des mœurs historiques, lorsque Victor Hugo étale avec une certaine complaisance la poésie, la fantaisie, l’imagination.